# Ешли Спенсер
Ешли Спенсер (енгл. Ashley Spencer; Индијанаполис, 8. јун 1993) је америчка атлетичарка, специјалиста за трчање на 400 метара.

## Спортска каријера
Спенсер се такмичила за Илиноис и освојила 2 титуле победника на 400 м NCAA (Национална Колеџ Атлетска Асоцијција) — 2012 (50,95); 2013 (50,28).
На првенству САД 2013. на отвореном била је трећа на 400 м (50,58)
Од 2012. учествује на међународним такмичењима и постаје двостука светска јуниорска првакиња 2012. на 400 м (50,50) и са штафетом 4 x 400 м (3:30,01)
У сениорској конкуренцији учествује на Светском првенству 2013. у Москви, где је са америчком штафетом 4 х 400 метара освојила сребрну медаљу. (3:20,41). Штафета је трчала у саставу: Џесика Бирд, Наташа Хејстингс, Ешли Спенсер и Франсина Макорори. У појединачној конкуренцији на 400 м испала је у полуфиналу.

## Лични рекорди
на отвореном
200 м — 22,99 (+1,2) 	Медисон, 13. мај 2012.
400 м — 50,28 	Јуџин, 7. јун 2013.
400 м препоне — 53,72 	Рио де Жанеиро, 18. август 2016.
у дворани
200 м — 23,24 	Линколн,	25. фебруар 2012.
400 м — 51,27 	Фајетвил, 9. март 2013